# Josef Łuszczek
Józef Łuszczek född 20 maj 1955 i Ząb, är en före detta polsk längdskidåkare.
Vid världsmästerskapen 1978 i Lahtis blev Józef Łuszczek världsmästare på distansen 15 kilometer. Han kom på tredje plats i loppet över 30 kilometer.